# Bugiardo seriale
Bugiardo seriale (Menteur) è un film del 2022 diretto da Olivier Baroux.

## Trama
Jerome ha un grande difetto: è un bugiardo patentato. Non lo vede davvero come un problema, ma la sua famiglia è arcistufa e sta cercando di cambiarlo. Ma niente sembra funzionare. Jerome accumula menzogne e invenzioni. Un giorno, il destino decide di vendicarsi e Jerome diviene vittima di una maledizione: le sue bugie si avverano. Da quel momento in poi, la sua vita si trasforma in un incubo.

## Produzione
Il film è un remake dell'omonimo film canadese. Quest'ultimo ha incassato oltre 6 milioni di dollari in Canada.